# Nader i Simin se rastaju
Nader i Simin se rastaju (perz. جدایی نادر از سیمین; Džodái-e Náder az Simin), iranski dramski film iz 2011. godine u režiji i produkciji Asgara Farhadija s Lejlom Hatami, Pejmanom Maodijem, Šahabom Hoseinijem, Sareh Bajat i redateljevom kćeri Sarinom Farhadi u glavnim ulogama. Radnja filma usredotočena je na bračni par iranske srednje klase odnosno složene obiteljske i društvene odnose koji počinju njihovom svađom oko mogućnosti selibe van zemlje, pokretanjem parnice za rastava braka i privremenim razdvajanjem Simin od Nadera, a kulminiraju nesretnim događajima u koje su upleteni Naderov bolesni otac, kćer i mlada njegovateljica sa svojom obitelji.
Apolitički scenarij, dinamičnost radnje i izbjegavanje klasične crno-bijele podjele likova na protagoniste i antagoniste drami je dala notu univerzalnosti koja je osvojila domaće i zapadnjačke filmske kritičare. Prema filmskim portalima Rotten Tomatoes i Metacritic, film je prema pozitivnom prijemu kritičara pozicioniran na prvom mjestu u 2011. godini. Osvajač je više desetaka međunarodnih nagrada među kojima su i Zlatni medjved za najbolji film odnosno Srebrni medvjed za najboljeg glumca i glumicu na Berlinskom filmskom festivalu, Zlatni globus za najbolji film na stranom jeziku, te Zlatna arena za najbolji film u međunarodnoj natjecateljskoj konkurenciji na Festivalu igranog filma u Puli. Film je također osvojio i prestižnu nagradu Oscar (Academy Award) u konkurenciji za najbolji film na stranom jeziku, a bio je nominiran i za najbolji originalni scenarij.

## Radnja
Nader i Simin u braku su četrnaest godina i imaju 11-godišnju kćer Termeh, a žive u Teheranu kao tipična iranska obitelj više srednje klase. Bračni problemi pojavljuju se nakon što Simin izrazi želju da se odsele iz Irana kako bi kćeri pružili bolje uvjete, dok Nader odlučno odbija takvu pomisao jer važnijom smatra skrb za svog nemoćnog oca koji boluje od Alzheimerove bolesti. Kao odgovor na Naderovo protivljenje selidbi, Simin na sudu traži rastavu braka.
Obiteljski sudac prosudi da njihovi bračni problemi nisu dovoljno teški za pokretanje rastave pa odbije Siminin zahtjev, a ona potom napušta muža i kćer te se seli k svojim roditeljima. Nader je u međuvremenu prezaposlen u banci da bi sam skrbio za bolesnog oca, pa na temelju ženine preporuke kao njegovateljicu zapošljava Razieh, mladu i religioznu trudnicu iz siromašnog predgrađa. Bez dogovora sa svojim plahim suprugom Hudžatom čija je suglasnost potrebna u skladu s konzervativnom tradicijom, Razieh zbog osobnog financijskog beznađa prihvaća Naderovu ponudu i na posao vodi svoju petogodišnju kćer.
Uhodavajući se u novi posao Razieh već prvi dan shvati da je starac inkontinentan pa zove nekog da se raspita je li njegovo čišćenje u skladu s religijskim načelima, a nakon što sazna da se to ne smatra grijehom odlučuje zadržati posao. Ipak, Razieh s vremenom počinje nagovarati svog muža da se prijavi za taj posao, pritom skrivajući da ga je sama ranije obavljala. Nader održi razgovor s Hudžatom i zaposli ga, ali već prvog dana vjerovnici strpaju Hudžata u zatvor zbog nagomilanih dugova. Slijedom tih događaja, Razieh se vraća na posao.
Za vrijeme čišćenja Razieh shvaća da je starac izišao iz stana i panično izlazi na ulicu da ga potraži, a potom ga ugleda na sred prometno zagušene ceste. Iako se u filmu ne prikazuje što se točno dogodilo nakon što je Razieh ugledala starca, iz kasnijih scena saznajemo da ju je udario automobil u pokušaju spašavanja starca od sigurne smrti.
Sljedećeg dana Nader i njegova kći ulaze u naizgled prazan stan, prilikom čega Termeh pronalazi djeda kako nesvjesan leži na podu svoje sobe s rukom zavezanom za krevet. Ubrzo u stan ulazi i Razieh pa izbija prepirka s Naderom koji je tjera vani. Nader je optuži za nebrigu i krađu novca iz njegove sobe, ne znajući da je novac ranije uzela Simin da isplati tvrtku za preseljenje. Razieh se kasnije vraća u Naderov stan uvjeravajući ga da je nedužna i traži od njega dnevnicu za obavljen posao, a on je bijesan izbacuje iz stana prilikom čega se spotiče niz stepenice i bježi iz zgrade. Hudžatova sestra kasnije zove Simin i obavještava je kako Razieh leži u bolnici i da je pretrpjela spontani pobačaj.
Slučaj uskoro završava na sudu zaduženom za razotkrivanje uzroka spontanog pobačaja odnosno potencijalne Naderove odgovornosti, kojem u slučaju dokazivanja krivnje prijeti kazna od jedne do tri godine zatvora. Nastavak filma uglavnom se vrti oko Naderove sudbine, a on istovremeno tuži Razieh zbog zanemarivanja svog oca. Hudžat se usijane glave u nekoliko navrata pokušava fizički suprotstaviti Naderu, upućuje mu prijetnje kao i njegovoj obitelji odnosno učitelju Termeh koji je na sudu svjedočio u Naderovu korist. Nakon što sudac zbog ispada na ročištu udalji Hudžata iz sudnice, Razieh priznaje da je njen muž duboko depresivan i samodestruktivan odnosno da uzima antidepresive zbog tih problema. Nader u razgovoru s Hodžatovom kćeri otkriva razlog zbog kojeg njena majka nije bila u stanu za vrijeme pogoršanja stanja oboljelog starca tj. da je Razieh bila u posjetu liječniku odnosno da je bila odlučna sakriti taj podatak pred sudom. Nova saznanja nagnala su Nadera u sumnju da iza pobačaja možda stoji nasrtljivi Hudžat.
Termeh na ročištu štiti oca lažnim iskazom, a Simin pokušava sklopiti financijsku nagodbu s Razieh i Hudžatom zbog gubitka nerođenog djeteta. Nader se tom prijedlogu žestoko protivi jer smatra da bi ispata porazumijevala tehničko priznavanje krivnje. Moral svih likova doveden je u pitanje nakon što se otkriva da je Nader pokušao prikriti da mu je poznata trudnoća Rezaieh, odnosno da je ona pokušala zatajiti podatak da ju je dan prije incidenta s Naderom udario automobil prilikom spašavanja njegova oca.
Naposljetku se u Hudžatovoj kući sastaju oba bračna para i njegovi vjerovnici kako bi dogovorili uvjete odštete i povratka dugova. Nader se i dalje dvoumi oko iskaza o tome je li on ili automobil odgovoran za pobačaj, pa prije uplate zatraži od Raizeh da prisegne na Kuran kako je stopostotno uvjerena da je njegovo guranje uzrok pobačaja. Unatoč Hudžatovim poticajima da Razieh to učini, ona odbija u uvjerenju da se radi o velikom grijehu koji može negativno utjecati na njenu kći. Potpuno slomljen, Hudžat poludi i potpuno izbezumljen počne bjesnjeti po kući nakon čega gosti odlaze i novčane transakcije propadaju.
Posljednja scena odvija se ponovo na sudu, a svi likovi odjeveni su u crno što simbolizira smrt u iranskoj kulturi. Rastava Nadera i Simin je službeno usvojena, a sudac od Termeh traži da odluči hoće li živjeti s majkom ili ocem. Ucviljena Termeh kaže da je donijela odluku, ali da prije izricanja odluke traži od suda da udalji njene roditelje iz sudnice. U posljednjem kadru filma Nader i Simin razdvojeni u hodniku tiho čekaju kćer, a film završava bez da se gledatelju otkrije njen izbor.

## Glumačke uloge
- Lejla Hatami - Simin
- Pejman Moadi - Nader
- Šahab Hoseini - Hudžat
- Sareh Bajat - Razieh
- Sarina Farhadi - Termeh
- Ali-Asgar Šahbazi - Naderov otac
- Širin Jazdanbahš - Siminina majka
- Kimia Hoseini - Somajeh
- Merila Zarei - gđa. Gaherei

## Filmsko osoblje
- Asgar Farhadi - režiser, scenarist i producent
- Mahmud Kalari - snimatelj
- Satar Oraki - glazba
- Hajedeh Safijari - montaža
- Muhamed Reza Delpak - dizajn zvuka
- Reza Narimizadeh - snimatelj zvuka
- Mahmud Samakbaši - montaža zvuka

## Produkcija
Asgar Farhadi tvrdi kako je na ideju scenarija došao spajajući neka osobna iskustva s apstraktnim slikama koje je zamišljao određeno vrijeme, te da je film „logičan razvoj” od njegovog prethodnog filma O Elly. Scenarij je počeo pisati samo godinu dana prije premijernog prikazivanja, a tijekom nekoliko mjeseci uspio je okupiti renomirani tim glumaca odnosno pronaći sponzore što mu nije predstavljalo problem nakon što se proslavio prethodnim filmom. Državnu potporu nije iskoristio, a od filmskog udruženja APSA primio je 25.000 USD.

## Premijera
Film je premijerno prikazan 9. veljače 2011. na IXXX. filmskom festivalu Fadžr u iranskom glavnom gradu Teheranu. Šest dana kasnije prikazan je i na međunarodnom filmskom festivalu u Berlinu na kojem je Farhadi s filmom O Elly dvije godine ranije osvojio Srebrnog medvjeda za najboljeg redatelja. Distributer filma Nader i Simin se rastaju u Iranu je FilmIran, u Sjedinjenim Državama Sony Pictures Classics, a u Hrvatskoj Continental Film.

### Kritike
„Nader i Simin se rastaju jedan je od vječnih remek-djela koji će se gledati još desetljećima.”

Film je naišao na izuzetno dobar prijem u svijetu kritike; od 109 prikupljenih recenzija na Rotten Tomatoesu film ima 108 odnosno >99% pozitivnih kritika, uz prosječnu ocjenu 8,8 od 10. Prema Metacriticu i njegovih 38 recenzija film ima 95% pozitivnih ocjena na temelju čega je proglašen najuspješnijem filmom 2011. godine.

## Top deset ljestvice
Film se pojavio na mnogim top deset ljestvicama raznih kritičara najboljih filmova 2011. godine:
| - 1. – Roger Ebert, Chicago Sun-Times - 1. – Joe Morgenstern, Wall Street Journal - 1. – Peter Rainer, Christian Science Monitor - 1. – Mike D'Angelo, Freelance - 1. – Nathaniel Rogers, The Film Experience - 1. – Kristy Pushko, The Film Stage - 1. – Andrew Dowd, Time Out Chicago - 2. – Alison Willmore, A.V. Club - 2. – Andrea Gronvall, Chicago Reader - 2. – Oliver Lyttelton, The Playlist - 2. – Chuck Bowen, Slant - 2. – David Fear, Time Out New York | - 2. – Peter Martin, Twitch - 2. – Tom Hall, Sarasota Film Festival - 3. – Marjorie Baumgarten, Austin Chronicle - 3. – Noel Murray, A.V. Club - 3. – Scott Tobias, A.V. Club - 3. – Peter Bradshaw, The Guardian - 3. – Rene Rodriguez, Miami Herald - 3. – Dave McCoy, MSN Movies - 3. – Nick Schager, Slant - 3. – Peter Howell, Toronto Star - 4. – Ray Greene, Boxoffice Magazine - 4. – Owen Gleiberman, Entertainment Weekly |

### Nagrade i nominacije
| \| Godina \| Udruženje \| Nominacija \| Rezultat \| \| ------ \| --------------------------------------------------- \| ------------------------------------------------- \| --------- \| \| 2011. \| Berlinski filmski festival[20] \| Zlatni medvjed za najbolji film \| Pobjednik \| \| 2011. \| Berlinski filmski festival[20] \| Nagrada ekumenskog žirija \| Pobjednik \| \| 2011. \| Berlinski filmski festival[20] \| Nagrada žirija Berliner Morgenposta \| Pobjednik \| \| 2011. \| Berlinski filmski festival[20] \| Srebrni medvjed za najboljeg glumca \| Pobjednik \| \| 2011. \| Berlinski filmski festival[20] \| Srebrni medvjed za najbolju glumicu \| Pobjednik \| \| 2011. \| Durbanski filmski festival[21] \| Najbolji film \| Pobjednik \| \| 2011. \| Durbanski filmski festival[21] \| Najbolji scenarij \| Pobjednik \| \| 2011. \| Filmski festival Fadžr[22] \| Nagrada publike za najbolji film \| Pobjednik \| \| 2011. \| Filmski festival Fadžr[22] \| Kristalni simurg za najbolju fotografiju \| Pobjednik \| \| 2011. \| Filmski festival Fadžr[22] \| Kristalni simurg za najboljeg redatelja \| Pobjednik \| \| 2011. \| Filmski festival Fadžr[22] \| Kristalni simurg za najbolji scenarij \| Pobjednik \| \| 2011. \| Filmski festival Fadžr[22] \| Kristalni simurg za najbolju montažu zvuka \| Pobjednik \| \| 2011. \| Filmski festival Fadžr[22] \| Počasna diploma za najboljeg sporednog glumca \| Pobjednik \| \| 2011. \| Filmski festival Fadžr[22] \| Počasna diploma za najbolju sporednu glumicu \| Pobjednik \| \| 2011. \| Pulski filmski festival[23][4] \| Zlatna arena za najbolji međunarodni film \| Pobjednik \| \| 2011. \| Sydneyjski filmski festival[24] \| Najbolji film \| Pobjednik \| \| 2011. \| Erevanski filmski festival[25] \| Velika nagrada (Zlatna marelica) za najbolji film \| Pobjednik \| \| 2011. \| Amsterdamski filmski festival[26] \| Nagrada publike za najbolji film \| Pobjednik \| \| 2011. \| Sankt Petersburški filmski festival "KinoForum"[27] \| Velika nagrada za najbolji film \| Pobjednik \| \| 2011. \| Melbournški filmski festival[28] \| Najpopularniji film \| Pobjednik \| \| 2011. \| Iranska filmska nagrada[29] \| Najbolji film \| Pobjednik \| \| 2011. \| Iranska filmska nagrada[29] \| Najbolji redatelj \| Pobjednik \| \| 2011. \| Iranska filmska nagrada[29] \| Najbolji originalni scenarij \| Pobjednik \| \| 2011. \| Iranska filmska nagrada[29] \| Najbolji sporedni glumac \| Pobjednik \| \| 2011. \| San Sebastianski filmski festival[30] \| Nagrada drugog gledišta \| Pobjednik \| \| 2011. \| Fukuoški filmski festival[31] \| Nagrada publike za najbolji film \| Pobjednik \| \| 2011. \| Riški filmski festival[32] \| Nagrada FIPRESCI \| Pobjednik \| \| 2011. \| Vancouverski filmski festival[33] \| Nagrada Rogers People's Choicea \| Pobjednik \| \| 2011. \| Britanska nezavisna filmska nagrada[34] \| Najbolji strani film \| Pobjednik \| \| 2011. \| Filmska nagrada BBC-a[35] \| Najbolji film \| Pobjednik \| \| 2011. \| Azijsko-pacifička filmska nagrada[36] \| Najbolji film \| Pobjednik \| \| 2011. \| Azijsko-pacifička filmska nagrada[36] \| Dostignuće u režiji \| Ne \| \| 2011. \| Azijsko-pacifička filmska nagrada[36] \| Najbolji glumac \| Ne \| \| 2011. \| Azijsko-pacifička filmska nagrada[36] \| Najbolji scenarij \| Ne \| \| 2011. \| Njujorška udruga filmskih kritičara[37] \| Najbolji film na stranom jeziku \| Pobjednik \| \| 2011. \| National Board of Review[38] \| Najbolji film na stranom jeziku \| Pobjednik \| \| 2011. \| Indijski filmski festival[39] \| Najbolji redatelj \| Pobjednik \| \| 2011. \| Nagrada Satellite[40] \| Najbolji film na stranom jeziku \| Ne \| \| 2011. \| Nagrada Camerimage[41] \| Srebrna žaba \| Pobjednik \| \| 2011. \| Nagrada Independent Spirit[42] \| Najbolji međunarodni film \| Pobjednik \| \| 2011. \| Društvo bostonskih filmskih kritičara \| Najbolji film na stranom jeziku \| 2. mjesto \| \| 2011. \| Udruga filmskih kritičara Los Angelesa[43] \| Najbolji scenarij \| Pobjednik \| \| 2011. \| Udruga filmskih kritičara Los Angelesa[43] \| Najbolji film na stranom jeziku \| 2. mjesto \| \| 2011. \| Njujorška udruga filmskih kritičara[44] \| Najbolji film na stranom jeziku \| Pobjednik \| \| 2011. \| Udruga radio-televizijskih filmskih kritičara[45] \| Najbolji film na stranom jeziku \| Pobjednik \| \| 2011. \| Čikaška udruga filmskih kritičara[46] \| Najbolji film na stranom jeziku \| Pobjednik \| \| 2011. \| Čikaška udruga filmskih kritičara[46] \| Najbolji scenarij \| Ne \| \| 2011. \| Udruga filmskih kritičara Dallas-Fort Worth[47] \| Najbolji film na stranom jeziku \| Pobjednik \| \| 2011. \| Jugoistočna udruga filmskih kritičara \| Najbolji film na stranom jeziku \| Pobjednik \| \| 2011. \| Ženska udruga filmskih kritičara \| Najbolji strani film o ženama \| Ne \| \| 2011. \| Londonska udruga filmskih kritičara[48] \| Film godine \| Ne \| \| 2011. \| Londonska udruga filmskih kritičara[48] \| Film godine na stranom jeziku \| Pobjednik \| \| 2011. \| Londonska udruga filmskih kritičara[48] \| Redatelj godine \| Ne \| \| 2011. \| Londonska udruga filmskih kritičara[48] \| Scenarij godine \| Pobjednik \| \| 2011. \| Londonska udruga filmskih kritičara[48] \| Sporedna glumica godine \| Pobjednik \| \| 2011. \| Utaška udruga filmskih kritičara \| Najbolji film na stranom jeziku \| Pobjednik \| \| 2011. \| Filmski festival u Abu Dhabiju[49] \| Nagrada posebnog žirija \| Pobjednik \| \| 2012. \| Internetska udruga filmskih kritičara[50] \| Najbolji film na neengleskom jeziku \| Pobjednik \| \| 2012. \| Internetska udruga filmskih kritičara[50] \| Najbolji originalni scenarij \| Ne \| \| 2012. \| Dublinska udruga filmskih kritičara[51] \| Najbolji film na stranom jeziku \| Pobjednik \| \| 2012. \| Vancouverska udruga filmskih kritičara[52] \| Najbolji film na stranom jeziku \| Pobjednik \| \| 2012. \| Denverska udruga filmskih kritičara[53] \| Najbolji film na stranom jeziku \| Pobjednik \| \| 2012. \| Nacionalna udruga filmskih kritičara[54] \| Najbolji film \| 3. mjesto \| \| 2012. \| Nacionalna udruga filmskih kritičara[54] \| Najbolji scenarij \| Pobjednik \| \| 2012. \| Nacionalna udruga filmskih kritičara[54] \| Najbolji film na stranom jeziku \| Pobjednik \| \| 2012. \| Sjevernoteksaška udruga filmskih kritičara[55] \| Najbolji film na stranom jeziku \| Pobjednik \| \| 2012. \| Udruga filmskih kritičara Kansas Cityja[56] \| Najbolji strani film \| Pobjednik \| \| 2012. \| Bodilska nagrada \| Najbolji neamerički film \| Pobjednik \| \| 2012. \| Savez ženskih filmskih novinara[57] \| Najbolji film na neengleskom jeziku \| Pobjednik \| \| 2012. \| Zlatni globus[3] \| Najbolji film na stranom jeziku \| Pobjednik \| \| 2012. \| BAFTA[58] \| Najbolji film na neengleskom jeziku \| Ne \| \| 2012. \| Međunarodno društvo filmofila[59] \| Najbolji film \| Pobjednik \| \| 2012. \| Međunarodno društvo filmofila[59] \| Najbolji redatelj \| 2. mjesto \| \| 2012. \| Međunarodno društvo filmofila[59] \| Najbolji originalni scenarij \| Pobjednik \| \| 2012. \| Međunarodno društvo filmofila[59] \| Najbolji glumac \| 2. mjesto \| \| 2012. \| Međunarodno društvo filmofila[59] \| Najbolja glumica \| Ne \| \| 2012. \| Međunarodno društvo filmofila[59] \| Najbolji sporedni glumac \| 2. mjesto \| \| 2012. \| Međunarodno društvo filmofila[59] \| Najbolja sporedna glumica \| Ne \| \| 2012. \| Međunarodno društvo filmofila[59] \| Najbolji film na stranom jeziku \| Pobjednik \| \| 2012. \| Međunarodno društvo filmofila[59] \| Najbolja montaža \| Ne \| \| 2012. \| Međunarodno društvo filmofila[59] \| Najbolja glumačka postava \| Pobjednik \| \| 2012. \| Nagrada Guldbagge[60] \| Najbolji strani film \| Pobjednik \| \| 2012. \| Oscar (Academy Award)[6] \| Najbolji film na stranom jeziku \| Pobjednik \| \| 2012. \| Oscar (Academy Award)[6] \| Najbolji originalni scenarij \| Ne \| \| 2012. \| Nagrada César[61] \| Najbolji strani film \| Pobjednik \| \| 2012. \| Udruga međunarodnog filma Chlotrudis[62] \| Najbolji redatelj \| Pobjednik \| \| 2012. \| Udruga međunarodnog filma Chlotrudis[62] \| Najbolji sporedni glumac \| Ne \| \| 2012. \| Udruga međunarodnog filma Chlotrudis[62] \| Najbolja izvedba glumačke postave \| Pobjednik \| \| 2012. \| Jaipurski filmski festival[63] \| Najbolji redatelj \| Pobjednik \| \| 2012. \| Jaipurski filmski festival[63] \| Najbolja glumica \| Pobjednik \| |                                                 |                                                   |           |
| Godina | Udruženje                                       | Nominacija                                        | Rezultat  |
| 2011. | Berlinski filmski festival                      | Zlatni medvjed za najbolji film                   | Pobjednik |
| 2011. | Berlinski filmski festival                      | Nagrada ekumenskog žirija                         | Pobjednik |
| 2011. | Berlinski filmski festival                      | Nagrada žirija Berliner Morgenposta               | Pobjednik |
| 2011. | Berlinski filmski festival                      | Srebrni medvjed za najboljeg glumca               | Pobjednik |
| 2011. | Berlinski filmski festival                      | Srebrni medvjed za najbolju glumicu               | Pobjednik |
| 2011. | Durbanski filmski festival                      | Najbolji film                                     | Pobjednik |
| 2011. | Durbanski filmski festival                      | Najbolji scenarij                                 | Pobjednik |
| 2011. | Filmski festival Fadžr                          | Nagrada publike za najbolji film                  | Pobjednik |
| 2011. | Filmski festival Fadžr                          | Kristalni simurg za najbolju fotografiju          | Pobjednik |
| 2011. | Filmski festival Fadžr                          | Kristalni simurg za najboljeg redatelja           | Pobjednik |
| 2011. | Filmski festival Fadžr                          | Kristalni simurg za najbolji scenarij             | Pobjednik |
| 2011. | Filmski festival Fadžr                          | Kristalni simurg za najbolju montažu zvuka        | Pobjednik |
| 2011. | Filmski festival Fadžr                          | Počasna diploma za najboljeg sporednog glumca     | Pobjednik |
| 2011. | Filmski festival Fadžr                          | Počasna diploma za najbolju sporednu glumicu      | Pobjednik |
| 2011. | Pulski filmski festival                         | Zlatna arena za najbolji međunarodni film         | Pobjednik |
| 2011. | Sydneyjski filmski festival                     | Najbolji film                                     | Pobjednik |
| 2011. | Erevanski filmski festival                      | Velika nagrada (Zlatna marelica) za najbolji film | Pobjednik |
| 2011. | Amsterdamski filmski festival                   | Nagrada publike za najbolji film                  | Pobjednik |
| 2011. | Sankt Petersburški filmski festival "KinoForum" | Velika nagrada za najbolji film                   | Pobjednik |
| 2011. | Melbournški filmski festival                    | Najpopularniji film                               | Pobjednik |
| 2011. | Iranska filmska nagrada                         | Najbolji film                                     | Pobjednik |
| 2011. | Iranska filmska nagrada                         | Najbolji redatelj                                 | Pobjednik |
| 2011. | Iranska filmska nagrada                         | Najbolji originalni scenarij                      | Pobjednik |
| 2011. | Iranska filmska nagrada                         | Najbolji sporedni glumac                          | Pobjednik |
| 2011. | San Sebastianski filmski festival               | Nagrada drugog gledišta                           | Pobjednik |
| 2011. | Fukuoški filmski festival                       | Nagrada publike za najbolji film                  | Pobjednik |
| 2011. | Riški filmski festival                          | Nagrada FIPRESCI                                  | Pobjednik |
| 2011. | Vancouverski filmski festival                   | Nagrada Rogers People's Choicea                   | Pobjednik |
| 2011. | Britanska nezavisna filmska nagrada             | Najbolji strani film                              | Pobjednik |
| 2011. | Filmska nagrada BBC-a                           | Najbolji film                                     | Pobjednik |
| 2011. | Azijsko-pacifička filmska nagrada               | Najbolji film                                     | Pobjednik |
| 2011. | Azijsko-pacifička filmska nagrada               | Dostignuće u režiji                               | Ne        |
| 2011. | Azijsko-pacifička filmska nagrada               | Najbolji glumac                                   | Ne        |
| 2011. | Azijsko-pacifička filmska nagrada               | Najbolji scenarij                                 | Ne        |
| 2011. | Njujorška udruga filmskih kritičara             | Najbolji film na stranom jeziku                   | Pobjednik |
| 2011. | National Board of Review                        | Najbolji film na stranom jeziku                   | Pobjednik |
| 2011. | Indijski filmski festival                       | Najbolji redatelj                                 | Pobjednik |
| 2011. | Nagrada Satellite                               | Najbolji film na stranom jeziku                   | Ne        |
| 2011. | Nagrada Camerimage                              | Srebrna žaba                                      | Pobjednik |
| 2011. | Nagrada Independent Spirit                      | Najbolji međunarodni film                         | Pobjednik |
| 2011. | Društvo bostonskih filmskih kritičara           | Najbolji film na stranom jeziku                   | 2. mjesto |
| 2011. | Udruga filmskih kritičara Los Angelesa          | Najbolji scenarij                                 | Pobjednik |
| 2011. | Udruga filmskih kritičara Los Angelesa          | Najbolji film na stranom jeziku                   | 2. mjesto |
| 2011. | Njujorška udruga filmskih kritičara             | Najbolji film na stranom jeziku                   | Pobjednik |
| 2011. | Udruga radio-televizijskih filmskih kritičara   | Najbolji film na stranom jeziku                   | Pobjednik |
| 2011. | Čikaška udruga filmskih kritičara               | Najbolji film na stranom jeziku                   | Pobjednik |
| 2011. | Čikaška udruga filmskih kritičara               | Najbolji scenarij                                 | Ne        |
| 2011. | Udruga filmskih kritičara Dallas-Fort Worth     | Najbolji film na stranom jeziku                   | Pobjednik |
| 2011. | Jugoistočna udruga filmskih kritičara           | Najbolji film na stranom jeziku                   | Pobjednik |
| 2011. | Ženska udruga filmskih kritičara                | Najbolji strani film o ženama                     | Ne        |
| 2011. | Londonska udruga filmskih kritičara             | Film godine                                       | Ne        |
| 2011. | Londonska udruga filmskih kritičara             | Film godine na stranom jeziku                     | Pobjednik |
| 2011. | Londonska udruga filmskih kritičara             | Redatelj godine                                   | Ne        |
| 2011. | Londonska udruga filmskih kritičara             | Scenarij godine                                   | Pobjednik |
| 2011. | Londonska udruga filmskih kritičara             | Sporedna glumica godine                           | Pobjednik |
| 2011. | Utaška udruga filmskih kritičara                | Najbolji film na stranom jeziku                   | Pobjednik |
| 2011. | Filmski festival u Abu Dhabiju                  | Nagrada posebnog žirija                           | Pobjednik |
| 2012. | Internetska udruga filmskih kritičara           | Najbolji film na neengleskom jeziku               | Pobjednik |
| 2012. | Internetska udruga filmskih kritičara           | Najbolji originalni scenarij                      | Ne        |
| 2012. | Dublinska udruga filmskih kritičara             | Najbolji film na stranom jeziku                   | Pobjednik |
| 2012. | Vancouverska udruga filmskih kritičara          | Najbolji film na stranom jeziku                   | Pobjednik |
| 2012. | Denverska udruga filmskih kritičara             | Najbolji film na stranom jeziku                   | Pobjednik |
| 2012. | Nacionalna udruga filmskih kritičara            | Najbolji film                                     | 3. mjesto |
| 2012. | Nacionalna udruga filmskih kritičara            | Najbolji scenarij                                 | Pobjednik |
| 2012. | Nacionalna udruga filmskih kritičara            | Najbolji film na stranom jeziku                   | Pobjednik |
| 2012. | Sjevernoteksaška udruga filmskih kritičara      | Najbolji film na stranom jeziku                   | Pobjednik |
| 2012. | Udruga filmskih kritičara Kansas Cityja         | Najbolji strani film                              | Pobjednik |
| 2012. | Bodilska nagrada                                | Najbolji neamerički film                          | Pobjednik |
| 2012. | Savez ženskih filmskih novinara                 | Najbolji film na neengleskom jeziku               | Pobjednik |
| 2012. | Zlatni globus                                   | Najbolji film na stranom jeziku                   | Pobjednik |
| 2012. | BAFTA                                           | Najbolji film na neengleskom jeziku               | Ne        |
| 2012. | Međunarodno društvo filmofila                   | Najbolji film                                     | Pobjednik |
| 2012. | Međunarodno društvo filmofila                   | Najbolji redatelj                                 | 2. mjesto |
| 2012. | Međunarodno društvo filmofila                   | Najbolji originalni scenarij                      | Pobjednik |
| 2012. | Međunarodno društvo filmofila                   | Najbolji glumac                                   | 2. mjesto |
| 2012. | Međunarodno društvo filmofila                   | Najbolja glumica                                  | Ne        |
| 2012. | Međunarodno društvo filmofila                   | Najbolji sporedni glumac                          | 2. mjesto |
| 2012. | Međunarodno društvo filmofila                   | Najbolja sporedna glumica                         | Ne        |
| 2012. | Međunarodno društvo filmofila                   | Najbolji film na stranom jeziku                   | Pobjednik |
| 2012. | Međunarodno društvo filmofila                   | Najbolja montaža                                  | Ne        |
| 2012. | Međunarodno društvo filmofila                   | Najbolja glumačka postava                         | Pobjednik |
| 2012. | Nagrada Guldbagge                               | Najbolji strani film                              | Pobjednik |
| 2012. | Oscar (Academy Award)                           | Najbolji film na stranom jeziku                   | Pobjednik |
| 2012. | Oscar (Academy Award)                           | Najbolji originalni scenarij                      | Ne        |
| 2012. | Nagrada César                                   | Najbolji strani film                              | Pobjednik |
| 2012. | Udruga međunarodnog filma Chlotrudis            | Najbolji redatelj                                 | Pobjednik |
| 2012. | Udruga međunarodnog filma Chlotrudis            | Najbolji sporedni glumac                          | Ne        |
| 2012. | Udruga međunarodnog filma Chlotrudis            | Najbolja izvedba glumačke postave                 | Pobjednik |
| 2012. | Jaipurski filmski festival                      | Najbolji redatelj                                 | Pobjednik |
| 2012. | Jaipurski filmski festival                      | Najbolja glumica                                  | Pobjednik |

## Poveznice
- Iranska kinematografija

## Vanjske poveznice
- (engl.) Službene stranice
- (engl.) Film na IMDb-u
- (engl.) Film na Rotten Tomatoesu

Recenzije
- Dragan Rubeša (Novi list): »Nader i Simin se rastaju«: iscrtavanje klasnih linija
- Vedran Jerbić (Filmovi.hr): Minuciozan pogled u iransku svakodnevnicu
- Jelena Djurdjic (FAK-TvojFilm): Nader i Simin se rastaju[neaktivna poveznica]